# توماس أورتيغا
توماس أورتيغا (بالإسبانية: Thomas Ortega)‏ هو لاعب كرة قدم أرجنتيني في مركز الدفاع، ولد في 6 ديسمبر 2000 في رافائيل كالسادا في الأرجنتين. لعب مع إنديبندينتي.

## وصلات خارجية
- توماس أورتيغا على موقع قاعدة بيانات كرة القدم.إي يو (الإنجليزية)
- توماس أورتيغا على موقع Soccerway.com (الإنجليزية)